# Прокопе, Улла
Ульри́ка (У́лла) Элеоно́ра Мати́льда Прокопе́ (фин. Ulrika (Ulla) Eleonora Matilda Procopé; 17 ноября 1921 Хельсинки, Финляндия — 21 декабря 1968, Тенерифе, Испания) — финский дизайнер-керамист, одна из представительниц финской ветви скандинавского дизайна, «золотого века» в становлении этого направления в прикладном искусстве. Закончила Центральную школу искусств и ремесел (1948) и работала до 1966 года на фабрике «Арабиа». Занималась в основном дизайном формы и росписи серийной посуды. Дизайн её популярнейших посудных серий отдает дань, с одной стороны, традиционной североевропейской крестьянской керамике из грубой коричневой глины («Золотая осень» (фин. Ruska), с другой стороны, творческому переосмыслению иберийской и итальянской традиций (серия «Валенсия»)